# Hepsetus odoe
Hepsetus odoe is een  straalvinnige vissensoort uit de familie van Afrikaanse snoekzalmen (Hepsetidae). De wetenschappelijke naam van de soort is voor het eerst geldig gepubliceerd in 1794 door Bloch.
De soort staat op de Rode Lijst van de IUCN als niet bedreigd, beoordelingsjaar 2009.